# Bug-Byte
Bug-Byte軟體有限公司是托尼·巴登和托尼·米尔纳於1980年建立的公司，兩名創辦人均畢業於牛津大學化學系。這是1980年代，最早一批為ZX Spectrum等8位元家用電腦開發遊戲的公司。最知名的作品為《疯狂矿工》和《双国谷》。因貿易淡季和行業洗牌，1985年6月，公司自動清盤，遊戲及品牌權利被安格斯出版社收購。